# Oresbia arenaria
Oresbia arenaria là một loài ruồi trong họ Tachinidae.